# Mysidia amazona
Mysidia amazona är en insektsart som beskrevs av Broomfield 1985. Mysidia amazona ingår i släktet Mysidia och familjen Derbidae. Inga underarter finns listade i Catalogue of Life.